# Alles fließt (Album)
Alles fließt ist das 18. Studioalbum der Kölner Rockband BAP. Es erschien im September 2020 bei Universal Music unter dem Bandnamen Niedeckens BAP.

## Veröffentlichungen
Das Album wurde als LP, CD und als „Deluxe Hardcover Buch Edition“ veröffentlicht. In der Deluxe-Edition befindet sich neben dem Studioalbum eine weitere CD mit einem Outtake von den Alles-fließt-Sessions, darüber hinaus zusätzliche Aufnahmen der Live- & Deutlich-Tournee sowie ein Hardcover-Booklet.

## Titelliste CD
1. Hauptjewinn – (W. Niedecken, U. Rode/A. de Wolff) – 5:16
2. Jeisterfahrer – (W. Niedecken, U. Rode) – 4:55
3. Ruhe vor’m Sturm – (W. Niedecken, U. Rode) – 5:34
4. Mittlerweile Josephine – (W. Niedecken, U. Rode) – 4:58
5. Amelie. Ab dofür – (W. Niedecken, U. Rode) – 3:55
6. Du häss dich arrangiert – (W. Niedecken, U. Rode) – 5:15
7. Volle Kraft voraus – (W. Niedecken, U. Rode) – 5:08
8. Für den Rest meines Lebens – (W. Niedecken, U. Rode) – 4:19
9. Alles zoröck op Ahnfang – (W. Niedecken, U. Rode) – 4:52
10. Jenau jesaat: Op Odyssee – (W. Niedecken, U. Rode/A. de Wolff) – 4:15
11. Besser du jehß jetzt (So What?) – (W. Niedecken, U. Rode/A. de Wolff) – 4:49
12. Verraten un verkauft – (W. Niedecken, U. Rode) – 5:37
13. Huh die Jläser, huh die Tasse – (W. Niedecken, U. Rode) – 3:12
14. Wenn ahm Ende des Tages – (M. Nass) – 9:11

## Titelliste CD Deluxe-Edition
Live in Bonn, KunstRasen, 16. August 2019
1. Ich kumme schon klar (Alles fließt-Outtake)
2. Widderlich
3. Alexandra, nit nur du
4. Rita, mir zwei
5. Stell dir vüür
6. Wellenreiter
7. Paar Daach fröher

Basel, Musical Theater, 23. Oktober 2018
1. Songs sinn Dräume

Köln, Palladium, 31. Oktober 2018
1. Sympathy for the devil

Wuppertal, Stadthalle, 4. Oktober 2018
1. Deshalv spill' mer he

## Sonstiges
Das Album erschien am 18. September 2020, dem 40. Todestag von Wolfgang Niedeckens Vater.

## Kritik
Alex Klug von laut.de zieht als Fazit über „Alles fließt“: „"Alles Fliesst" ist – wenn wir uns mal dieser antiquierten Einordnung bedienen wollen – U-Musik im besten, aber allerbesten Sinne. […] Die Liste der catchy Refrains mit großem Hit-Potenzial ist groß, groß wie die Zahl der Ewiggestrigen, die seit den Achtzigern keine BAP-Platte angerührt haben.“